# Melissa Gilbert
Melissa Ellen Gilbert (8 de Maio de 1964) é uma atriz, escritora e produtora norte americana, tanto de cinema como de séries de televisão.
Melissa Gilbert é especialmente conhecida pelo seu papel como "Laura Ingalls Wilder" na popular série de televisão "Little House on the Prairie", que em Portugal recebeu o título "Uma Casa na Pradaria" (no Brasil, "Os Pioneiros"). O seu ar de criança traquina, com longas tranças de cabelo ruivo, tornaram-na inesquecível para milhões de espectadores desta série dos anos 1970 e 80. Melissa é judia.

## Anos iniciais
Melissa Gilbert nasceu em Los Angeles, California, numa família judaica. Foi adotada pelo actor Paul Gilbert e pela sua esposa Barbara Crane. Gilbert foi escolhida para o papel de "Laura Ingalls" entre mais de quinhentas candidatas, alegadamente devido à sua parecença com os actores Michael Landon e Karen Grassle que desempenhavam o papel de seus pais na série. Este papel foi fundamental para a sua vida e carreira profissional. Melissa e o seu irmão Jonathan Gilbert trabalharam juntos durante toda a duração da série de televisão, sendo que Jonathan desempenhava o papel de "Willie Oleson".
Os pais de Melissa Gilbert divorciaram-se quando ela tinha oito anos e, três anos mais tarde, o seu pai adotivo faleceu. Durante os intervalos das filmagens da série passava muito tempo com a família de Michael Landon desenvolvendo assim um relacionamento muito próximo. Gilbert veio a frequentar a mesma escola que Leslie Landon, a filha de Michael Landon na vida real. Entretanto, a sua mãe adotiva veio a casar novamente, em 1975, tornando-se mãe de Sara Abeles. Esta irmã emprestada de Melissa também seguiu a carreira de actriz e chegou mesmo a mudar o seu apelido para Gilbert, tornando-se conhecida como Sara Gilbert, participando na série de televisão "Roseanne".

## Carreira como adulta
Após o extraordinário sucesso em "Little House on the Prairie", Gilbert continuou a trabalhar regularmente como actriz, principalmente em televisão. Entre outros trabalhos destaca-se a participação no telefilme biográfico "Choices of the Heart", no papel de "Jean Donovan", bem como em três episódios de "Babylon 5", em 1996, onde contracenou com o marido Bruce Boxleitner. Melissa casou com Bruce em 1 de Janeiro de 1995 e tiveram juntos um filho, Michael Garrett, e se divorciaram em 2011. Entre 1988 e 1992, Melissa havia sido casada com Bo Brinkman, de quem teve um filho, Dakota.
Em 2001, Melissa Gilbert obteve a presidência do Screen Actors Guild depois de uma renhida eleição. Acabou por vencer após uma segunda votação, batendo a sua oponente Valerie Harper por 21 351 votos contra 12 613. Em 2003 foi reeleita para o mesmo cargo após derrotar Kent McCord com 50% dos votos contra 42%. Em Julho de 2005 anunciou que não voltaria a candidatar-se para uma terceira eleição, tendo sido sucedida por Alan Rosenberg, que assumiu a presidência daquele sindicato de actores em 25 de Setembro.
Devido ao seu contributo para a indústria televisiva, Gilbert foi agraciada com uma estrela no Hollywood Walk of Fame (Passeio da Fama, em Portugal), situada no 6429, Hollywood Boulevard, em Los Angeles. Em 1998, foi incluída no Hall of Great Western Performers do National Cowboy & Western Heritage Museum em Oklahoma City, Oklahoma.
Gilbert mantém contacto regular com a sua colega e amiga Alison Arngrim, que desempenhou o papel de "Nellie Oleson", a rival e, às vezes, melhor amiga na série "Little House on the Prairie".

## Vida pessoal
Melissa casou três vezes, tem dois filhos e já é avó. Entre 2001 e 2005 foi presidente da Screen Actors Guild, a associação que representa 160 mil atores e outros profissionais da televisão e cinema. Na sua autobiografia, intitulada "Prairie Tale: A Memoir" e publicada em 2009, a atriz revelou o seu combate contra o alcoolismo e a toxicodependência.
Em 2015 concorre pelo 8.º distrito do Michigan à Câmara dos Representantes como candidata pelo Partido Democrata, procurando derrotar o atual congressista republicano, Mike Bishop.

## Filmografia

### Filmes
| Ano  | Título                           | Papel             | Notas           |
| ---- | -------------------------------- | ----------------- | --------------- |
| 1967 | The Reluctant Astronaut          | Niece             |                 |
| 1979 | Nutcracker Fantasy               | Clara (voz)       |                 |
| 1985 | Sylvester                        | Charlie           |                 |
| 1986 | Drug Free Kids: A Parent's Guide |                   | Vídeo           |
| 1989 | Ice House                        | Kay               | Shattered Trust |
| 2007 | Safe Harbour                     | Ophelia MacKenzie | Vídeo           |
| 2015 | One Smart Fellow                 | Ellen             | Curta-metragem  |

### Televisão
| Ano       | Título                                      | Papel                            | Notes                                                              |
| --------- | ------------------------------------------- | -------------------------------- | ------------------------------------------------------------------ |
| 1968      | The Dean Martin Comedy Hour                 | Girl on Santa's Lap              | Episódio: "1968 Christmas Show"                                    |
| 1972      | Gunsmoke                                    | Spratt's Child                   | Episódio: "The Judgement"                                          |
| 1972      | Emergency!                                  | Jenny                            | Episódio: "Dinner Date"                                            |
| 1973      | Tenafly                                     | Suzie's sister                   | Episódio: "The Cash and Carry Caper"                               |
| 1974–1983 | Little House on the Prairie                 | Laura Ingalls                    | Participou em 191 episódios                                        |
| 1977      | Christmas Miracle in Caufield, U.S.A.       | Kelly Sullivan                   | Telefilme                                                          |
| 1978      | The Love Boat                               | Rosemary 'Rocky' Simpson         | Episódio: "Rocky"                                                  |
| 1978      | The Hanna-Barbera Happy Hour                | Herself (Guest Star)             | Episódio 1.2                                                       |
| 1979      | The Miracle Worker                          | Helen Keller                     | Filme para TV                                                      |
| 1979      | Little House Years                          | Laura Ingalls                    | Filme para TV                                                      |
| 1980      | The Diary of Anne Frank                     | Anne Frank                       | Filme para TV                                                      |
| 1981      | Splendor in the Grass                       | Wilma Dean 'Deanie' Loomis       | Filme para TV                                                      |
| 1983      | Choices of the Heart                        | Jean Donovan                     | Filme para TV                                                      |
| 1983      | Little House: Look Back to Yesterday        | Laura Ingalls Wilder             | Filme para TV                                                      |
| 1984      | Little House: The Last Farewell             | Laura Ingalls Wilder             | Filme para TV                                                      |
| 1984      | Family Secrets                              | Sara Calloway                    | Filme para TV                                                      |
| 1984      | Little House: Bless All the Dear Children   | Laura Ingalls Wilder             | Filme para TV                                                      |
| 1985      | Faerie Tale Theatre                         | Gerda                            | Episódio: "The Snow Queen"                                         |
| 1986      | Choices                                     | Terry Granger                    | Filme para TV                                                      |
| 1986      | Penalty Phase                               | Leah Furman                      | Filme para TV                                                      |
| 1987      | Blood Vows: The Story of a Mafia Wife       | Marian                           | Filme para TV                                                      |
| 1988      | Killer Instinct                             | Dr. Lisa DaVito                  | Filme para TV                                                      |
| 1989      | Ice House                                   | Kay                              | Filme para TV                                                      |
| 1989      | Chameleons                                  |                                  | Filme para TV                                                      |
| 1990      | Without Her Consent                         | Emily Briggs                     | Filme para TV                                                      |
| 1990      | Forbidden Nights                            | Judith Shapiro                   | Filme para TV                                                      |
| 1990      | Joshua's Heart                              | Claudia                          | Filme para TV                                                      |
| 1990      | Donor                                       | Dr. Kristine Lipton              | Filme para TV                                                      |
| 1990      | The Lookalike                               | Gina / Jennifer                  | Filme para TV                                                      |
| 1991      | The Hidden Room                             |                                  | Episódio: "Spirit Cabinet"                                         |
| 1992      | Stand By Your Man                           | Rochelle Dunphy                  | Papel principal (8 episódios)                                      |
| 1992      | With a Vengeance                            | Jenna King / Valerie Tanner      | Filme para TV                                                      |
| 1992–94   | Batman: The Animated Series                 | Barbara Gordon / Batgirl (voice) | 6 episódios                                                        |
| 1993      | Family of Strangers                         | Julie Lawson                     | Filme para TV                                                      |
| 1993      | With Hostile Intent                         | Miranda Berkley                  | Filme para TV                                                      |
| 1993      | Shattered Trust: The Shari Karney Story     | Shari Karney                     | Filme para TV                                                      |
| 1993      | House of Secrets                            | Marion Ravinel                   | Filme para TV                                                      |
| 1993      | Dying to Remember                           | Lynn Matthews                    | Filme para TV                                                      |
| 1994      | The Babymaker: The Dr. Cecil Jacobson Story | Mary Bennett                     | Filme para TV                                                      |
| 1994      | Against Her Will: The Carrie Buck Story     | Melissa Prentice                 | Filme para TV                                                      |
| 1994      | Asbestos in Obstetrics                      | Fire Captain                     | Filme para TV                                                      |
| 1994      | Cries from the Heart                        | Karen Barth                      | Filme para TV                                                      |
| 1994–95   | Sweet Justice                               | Kate Delacroy                    | Papel principal (22 episódios)                                     |
| 1995      | Zoya                                        | Zoya Ossipov                     | Filme para TV                                                      |
| 1996      | Babylon 5                                   | Anna Sheridan                    | Episódios: "War Without End: Part 2", "Shadow Dancing", "Z'ha'dum" |
| 1996      | A Holiday for Love                          | Emma Murphy                      | Filme para TV                                                      |
| 1997      | Seduction in a Small Town                   | Sarah Jenks                      | Filme para TV                                                      |
| 1997      | Childhood Sweetheart?                       | Karen Carlson                    | Filme para TV                                                      |
| 1998      | The Outer Limits                            | Teresa Janovitch                 | Episódio: "Relativity Theory"                                      |
| 1998      | Murder at 75 Birch                          | Gwen Todson                      | Filme para TV                                                      |
| 1998      | Her Own Rules                               | Meredith Sanders                 | Filme para TV                                                      |
| 1998      | Touched by an Angel                         | Michelle Tanner                  | Episódio: "The Peacemaker"                                         |
| 1999      | The Soul Collector                          | Rebecca                          | Filme para TV                                                      |
| 1999      | Mistaken Identity                           | Sarah Barlow                     | Filme para TV                                                      |
| 2000      | A Vision of Murder: The Story of Donielle   | Donielle                         | Filme para TV                                                      |
| 2001      | Sanctuary                                   | Jo Ellen Hathaway                | Filme para TV                                                      |
| 2002      | Providence                                  | Lorna Berlin                     | Episódio: "Smoke and Mirrors"                                      |
| 2002      | Presidio Med                                | Grace Bennett                    | Episódio: "Once Upon a Family"                                     |
| 2003      | Then Came Jones                             | Devon Jones-Thomas               | Filme para TV                                                      |
| 2003      | Storyline Online                            | Herself                          | Episódio: "My Rotten Redheaded Older Brother"                      |
| 2003      | Hollywood Wives: The New Generation         | Taylor Singer                    | Filme para TV                                                      |
| 2004      | Heart of the Storm                          | Cassie Broadbeck                 | Filme para TV                                                      |
| 2005      | Thicker than Water                          | Natalie Travers                  | Filme para TV                                                      |
| 2005      | Fat Actress                                 | Herself                          | Episódio: "Charlie's Angels or Too Pooped to Pop"                  |
| 2005      | 7th Heaven                                  | Marie Wagner                     | Episódio: "Honor Thy Mother"                                       |
| 2006      | Nip/Tuck                                    | Shari Noble                      | Episódio: "Shari Noble"                                            |
| 2007      | Sacrifices of the Heart                     | Kate Weston / Anne Weston        | Filme para TV                                                      |
| 2011      | The Christmas Pageant                       | Vera Parks                       | Filme para TV                                                      |
| 2012      | Dancing with the Stars                      | Herself (Contestant)             | 14 episódios                                                       |
| 2015      | The Night Shift                             | Lindsay                          | Episódio: "Hold On"                                                |
| 2015      | Secrets and Lies                            | Lisa Daly                        | 5 episódios                                                        |
| 2017      | Tenure                                      | Tilly Masters                    | Filme para TV                                                      |